# 天主教克萊恩教區
天主教克萊恩教區（拉丁語：Dioecesis Cloynensis）是愛爾蘭一個羅馬天主教教區。範圍包括科克郡東部和北部。屬卡舍爾暨埃姆利總教區。

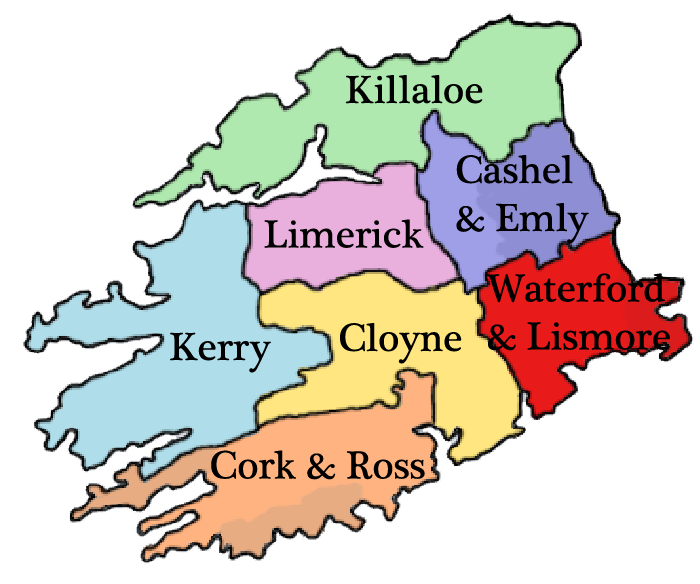
克萊恩教區管轄範圍圖

2007年，在當地149,864人口中，有教友147,522人，佔轄區總人口98.7%、46個堂區、140名司鐸、6名修士、234名修女。主教座堂為聖歌曼座堂，位於科夫。教區主教職自2010年3月24日起懸空。
本教區始於560年，首任主教是聖歌曼。1152年起隸屬於卡舍爾總教區。